# Fédération des enseignantes-enseignants des écoles secondaires de l'Ontario
Notes
Ontario Secondary School Teachers' Federation
La Fédération des enseignantes-enseignants des écoles secondaires de l'Ontario (FEESO) est un syndicat qui représente 60 000 membres à travers la province de l'Ontario, au Canada.
Fondée en 1919, elle regroupe les enseignants du secondaire public, les enseignants occasionnels, les assistants pédagogiques, les conseillers psychopédagogiques, les travailleurs sociaux, les enfants et les jeunes conseillers, des pathologistes de discours-langue, les enseignants de la formation continue, des enseignants et du personnel de soutien de plusieurs universités de l'Ontario,.